# 40P/Väisälä
40P/Väisälä, officieusement nommée Väisälä 1, est une comète périodique du système solaire, découverte le 8 février 1939 par Yrjö Väisälä à Turku en Finlande.
Le diamètre de son noyau est de 4,2 kilomètres.